# Văcărești, Teleorman
Văcărești este un sat în comuna Drăgănești de Vede din județul Teleorman, Muntenia, România. Se află în partea de nord-vest a județului,  în Câmpia Găvanu-Burdea. La recensământul din 2002 avea o populație de 702 locuitori.